# Christoph Strattner
Christoph Strattner († 1625 in Frankenburg) war Marktrichter und Gastwirt in Frankenburg am Hausruck.
Strattner wurde im Mai 1625 auf Befehl des bayrischen Statthalters Adam Graf von Herberstorff wegen seiner Teilnahme an einer Rebellion am Kirchturm von Frankenburg durch Erhängen hingerichtet.
Im seit 1925 aufgeführten Frankenburger Würfelspiel spielt Strattner eine tragende Rolle. 
1933 wurde in Linz die Strattnerstraße (⊙) nach ihm benannt.